# NGC 1898
NGC 1898 (również ESO 56-SC90) – gromada kulista znajdująca się w gwiazdozbiorze Złotej Ryby. Należy do Wielkiego Obłoku Magellana. Prawdopodobnie odkrył ją James Dunlop 27 września 1826 roku; niezależnie odkrył ją John Herschel 24 listopada 1834 roku.
Znajduje się w odległości około 160 tys. lat świetlnych od Ziemi. Gwiazdy gromady NGC 1898 powstały krótko po zbliżeniu Wielkiego Obłoku Magellana z Małym Obłokiem Magellana i Drogą Mleczną.